# Desenfoque de movimiento
El desenfoque de movimiento (término a veces reemplazado por la voz en inglés motion blur) es el rastro dejado por los objetos en movimiento en una fotografía o en una secuencia de imágenes como una película o una animación. Aparece cuando el objeto siendo grabado cambia su posición durante la captura de un fotograma debido a su velocidad o al movimiento de la cámara.
Debido a limitaciones tecnológicas o decisiones artísticas, una imagen puede representar la evolución de una escena durante un período de tiempo. Como los objetos en la escena se mueven la imagen capturada representa la suma de las variaciones de posición de los objetos y el desplazamiento de la cámara durante el tiempo de exposición determinado por el obturador. En dicha imagen, cualquier objeto moviéndose con respecto a la cámara aparecerá borroso dejará un rastro en la dirección del movimiento relativo.
Una velocidad de obturación más rápida reduce la distorsión por movimiento, sin embargo no siempre se puede evitar por completo.

## Aplicaciones del desenfoque de movimiento

### Biología
Cuando el ojo de un animal está en movimiento la imagen sufrirá de motion blur, resultando en la incapacidad de apreciar detalles. Para compensar esta distorsion los seres humanos generalmente alternan entre realizar movimientos sacádicos del ojo y fijar la vista en un único punto. Los movimientos sacádicos reducen el desenfoque de movimiento. De igual manera el seguimiento suave permite seguir a un objetivo en movimiento rápido eliminando la distorsión del objetivo a costa de la nitidez de la escena.

### Fotografía
Como este efecto está causado por el movimiento relativo entre la cámara y los objetos de la escena, el desenfoque se puede evitar desplazando la cámara siguiendo el movimiento del objeto. En este caso, los objetos seguidos aparecerán nítidos pero el fondo estático más borroso. Se puede forzar la aparición de este efecto en el momento de tomar la imagen desplazando la cámara o aumentando el tiempo de exposición ayudándose de trípode y filtros. 

### Animación

Dos imágenes infográficas en las que la cámara se desplaza alrededor de una figura. La imagen de la izquierda presenta desenfoque de movimiento y la de la derecha no.

En una película o programa de televisión la aparición de desenfoque de movimiento en cada fotograma aparenta natural porque el ojo humano se comporta de una forma similar. Sin embargo, cuando se trata de modelos animados con cualquier técnica de animación, si no se aplican técnicas correctivas los fotogramas aparecen perfectamente nítidos sin desenfoque, como si se tratase de una cámara con un obturador infinitamente rápido. Es el motivo por el que una película de stop motion o un videojuego antiguo, que no introduce artificialmente este efecto, parece desplazarse a saltos aún a 25-30 fotogramas por segundo mientras que una filmación real es mucho más fluida a la misma tasa de fotogramas. 

#### Animación tradicional
En la animación tradicional dibujada a mano se introducen líneas dibujadas en la dirección del movimiento que simulan este efecto.

#### Animación con imagen real
El stop motion es una técnica de animación que consiste en tomar una imagen para cada fotograma después de desplazar físicamente los modelos. Las películas así producidas presentan exceso de nitidez en las escenas de movimiento. Una variante de esta técnica se llama go motion y utiliza diversas técnicas para introducir movimiento a la hora de tomar el fotograma y simular el efecto de desenfoque de movimiento. 

#### Animación por ordenador
En películas y videos animados por ordenador, en las que las imágenes se generan previamente, se introduce este desenfoque con técnicas de suavizado temporal de bordes que producen fotogramas que son la suma de muchos instantes. Estas técnicas requieren capacidad de cálculo, lo que las hace inviables para imágenes generadas en tiempo real.
En videojuegos, donde las imágenes se generan dinámicamente, se utilizan alternativas más ligeras de uno de estos dos tipos: 
- Efectos a pantalla completa que únicamente consideran el movimiento de la cámara para introducir distorsiones radiales.
- Distorsiones selectivas de objetos basándose en la velocidad relativa con respecto al punto de vista. Es una opción más costosa en capacidad de cálculo que la anterior.

Algunos de los juegos más conocidos que utilizan este efecto son las diferentes ediciones de Need for Speed, Unreal Tournament III, The Legend of Zelda: Majora's Mask.

## Inconvenientes del desenfoque de movimiento
El efecto del desenfoque de movimiento puede resultar inconveniente en la grabación de deportes porque difumina la posición exacta de los atletas u objetos móviles cuando las imágenes se muestran a cámara lenta. Por este motivo, a menudo se utilizan cámaras especiales que reducen este problema tomando instantáneas del con exposiciones del orden de 1 milésima de segundo y una frecuencia de 25 o 30 fotogramas por segundo. Sin embargo, aunque este sistema proporciona una cámara lenta muy nítida, produce una impresión extraña a velocidad normal porque el ojo espera ver el efecto motion blur y este no está presente.
Algunas veces, el desenfoque de movimiento se puede eliminar a posteriori de las imágenes utilizando la técnica matemática de deconvolución.

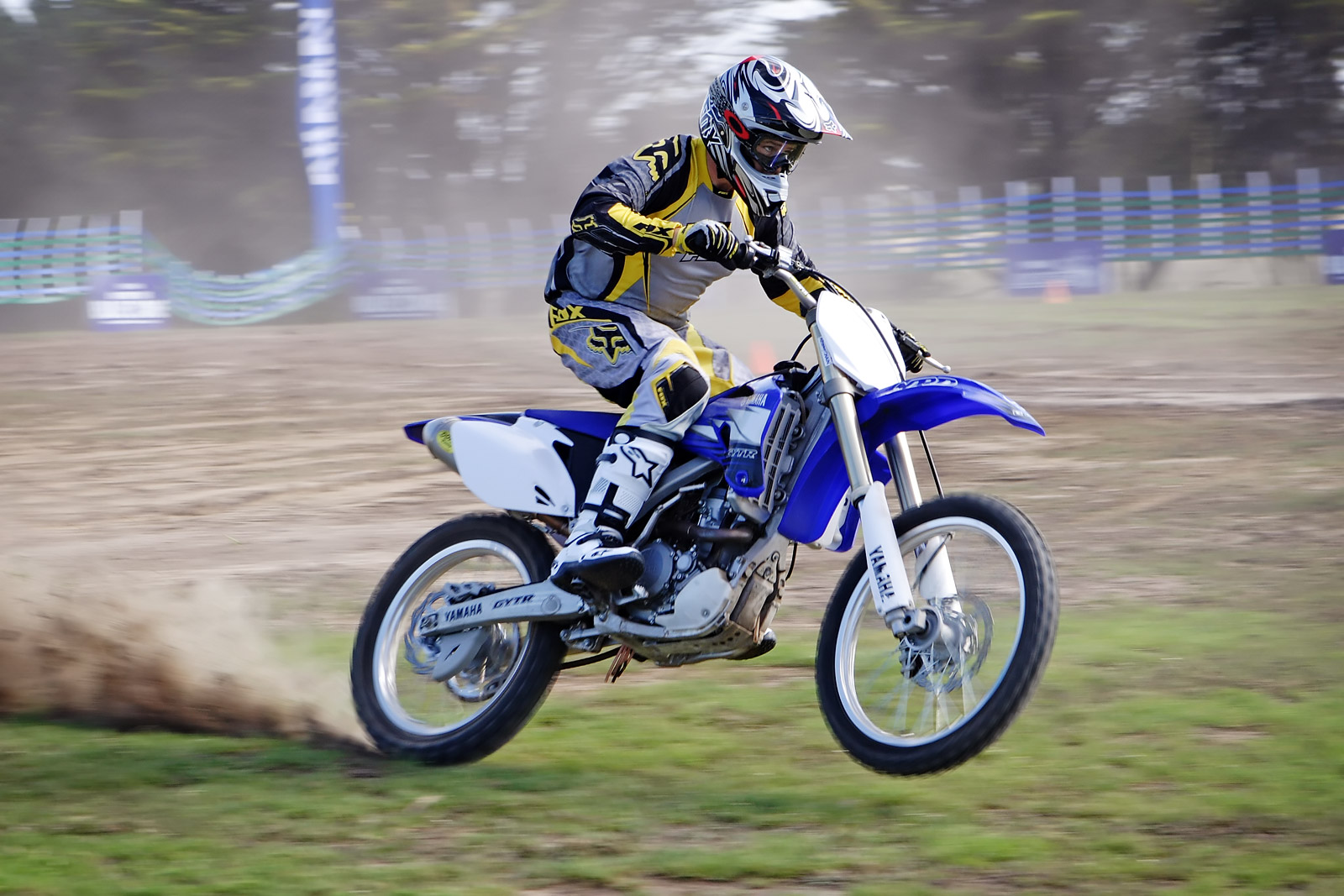
Frecuentemente se provoca desenfoque de movimiento en fotografías de deportes (especialmente deportes de motor) para provocar la impresión de velocidad. Es necesario usar una velocidad de obturación lenta y desplazar la lente de la cámara de forma sincronizada con el movimiento del objeto.
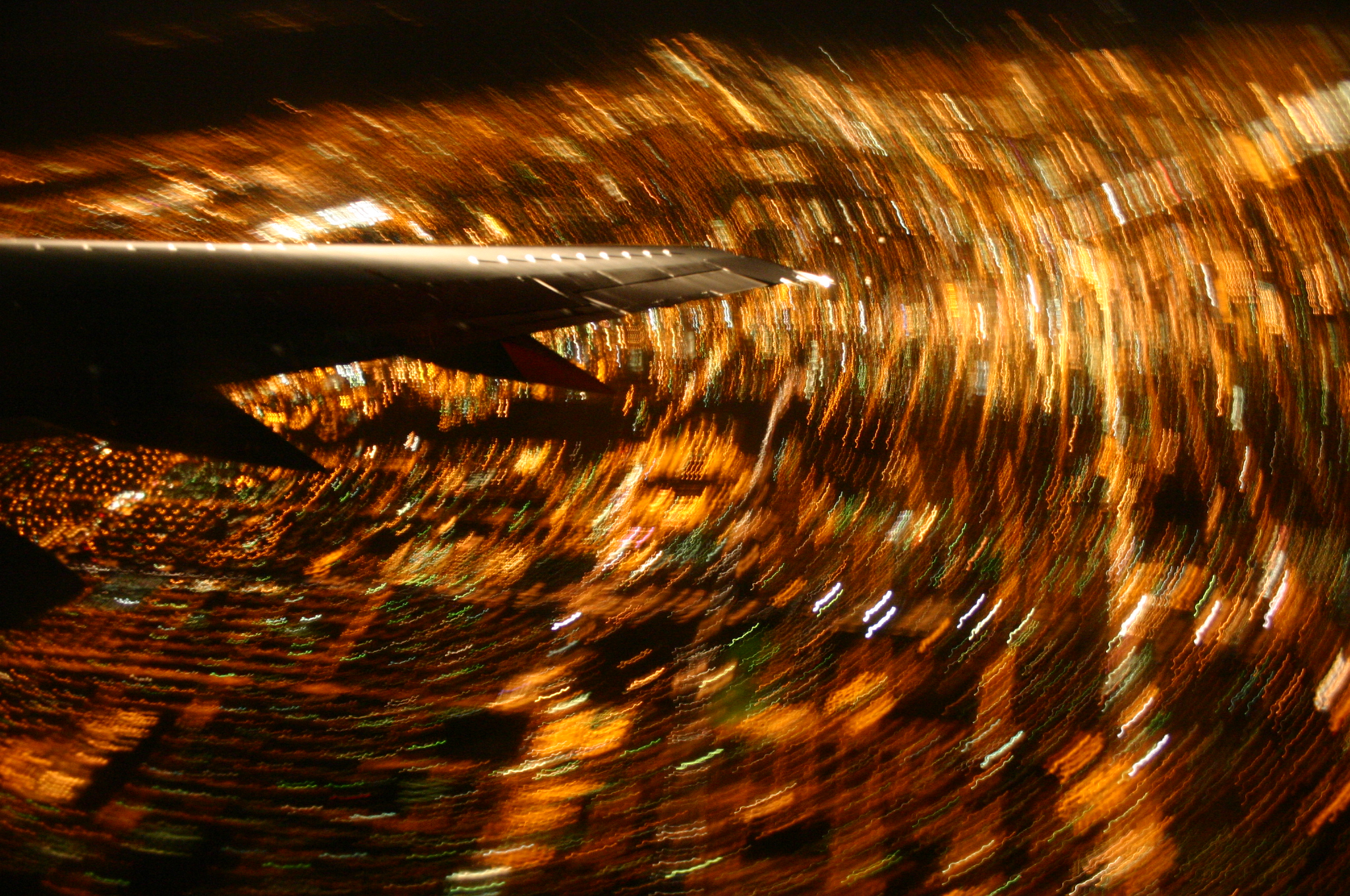
Imagen tomada a bordo de un avión girando sobre el aeropuerto de San José durante la noche. Las luces de la ciudad forman líneas concéntricas.
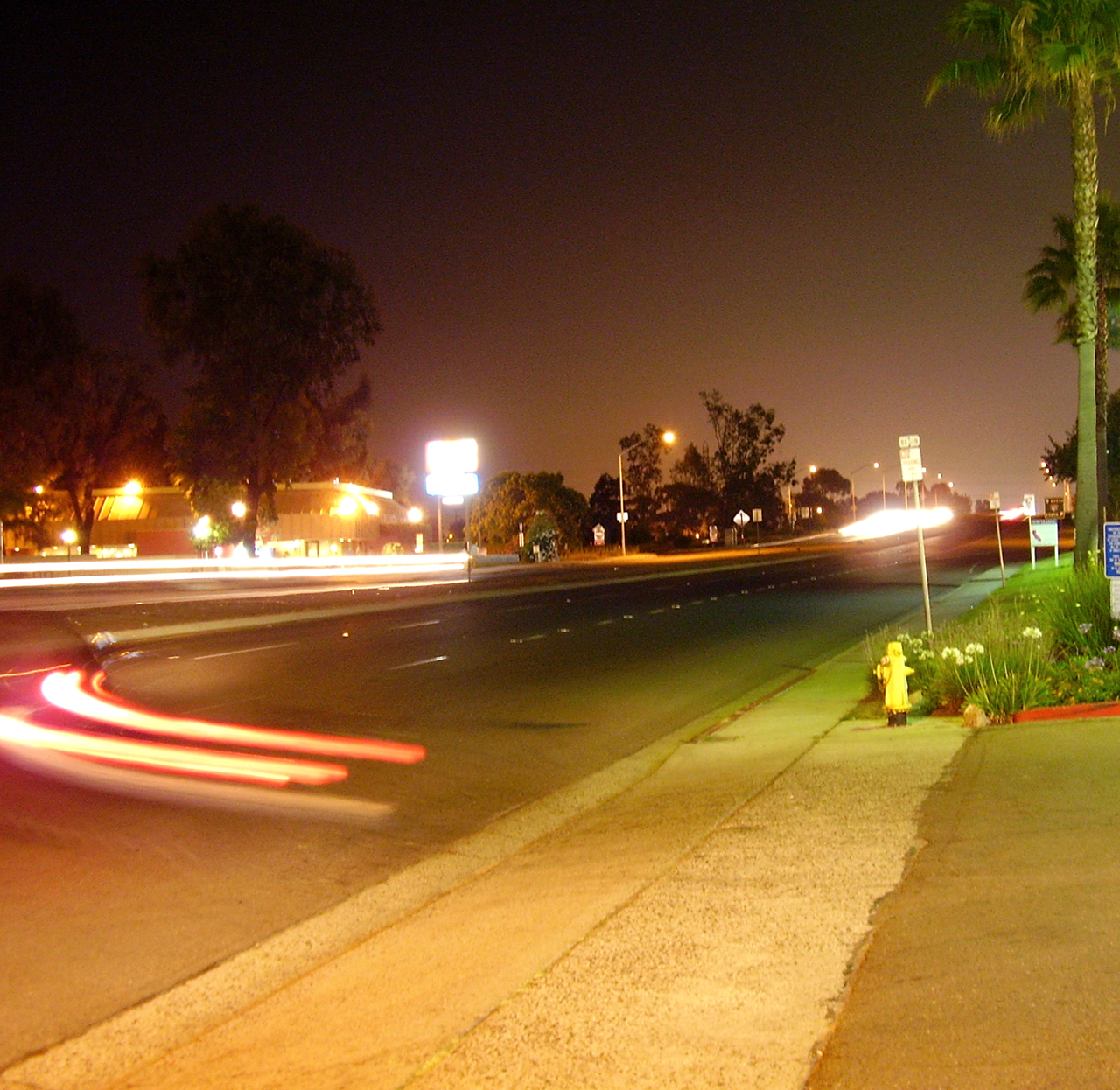
El tráfico en esta calle deja trazos brillantes debido a la baja velocidad de obturación de la cámara y a la alta velocidad relativa de los vehículos.
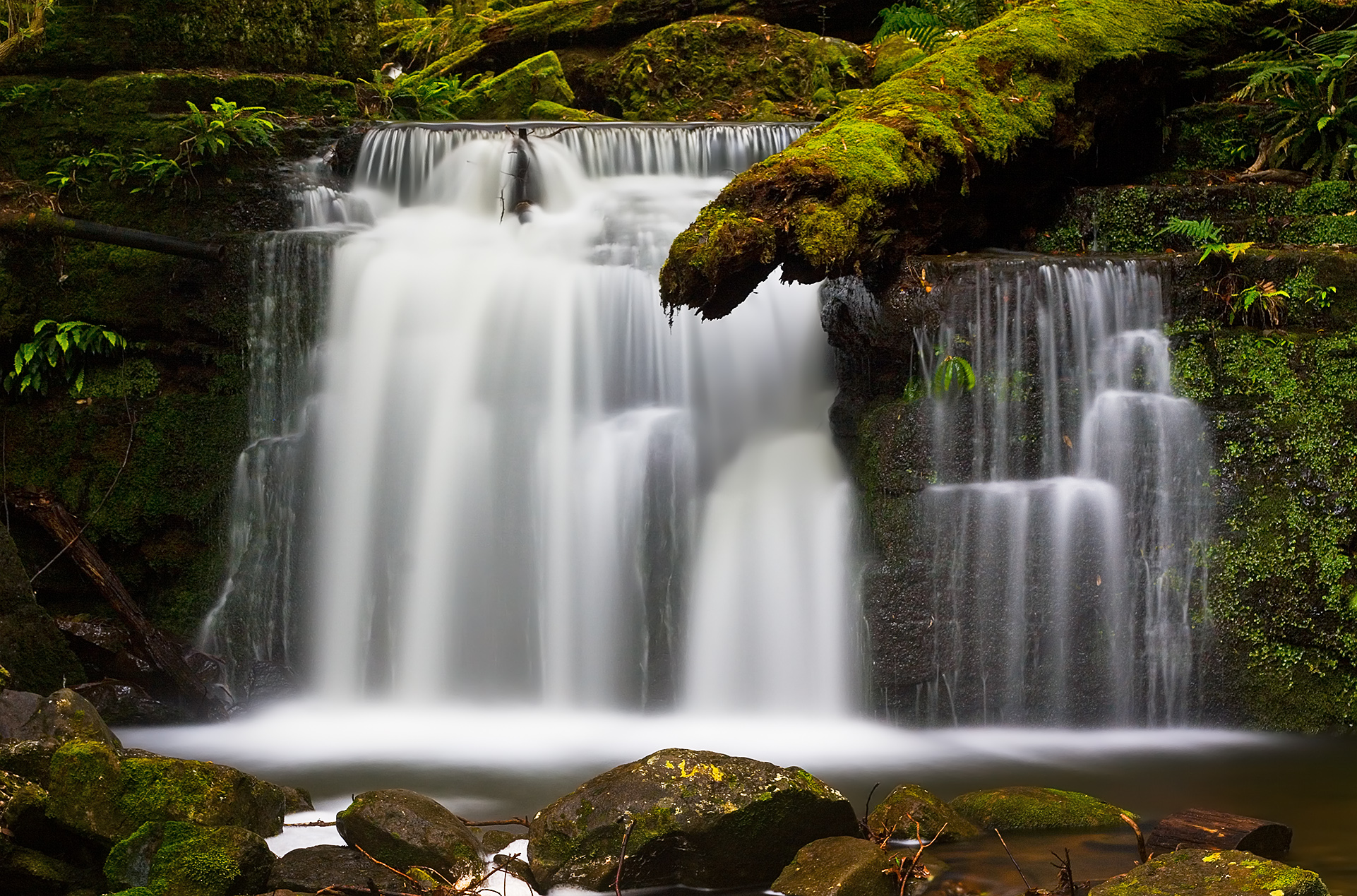
Cataratas Strickland en Tasmania, Australia. Imagen tomada usando un filtro de densidad neutra. Los filtros ND reducen la luminosidad sin afectar a la calidad cromática permitiendo la incrementar la apertura y aumentar la exposición sin sobreexponer la imagen.
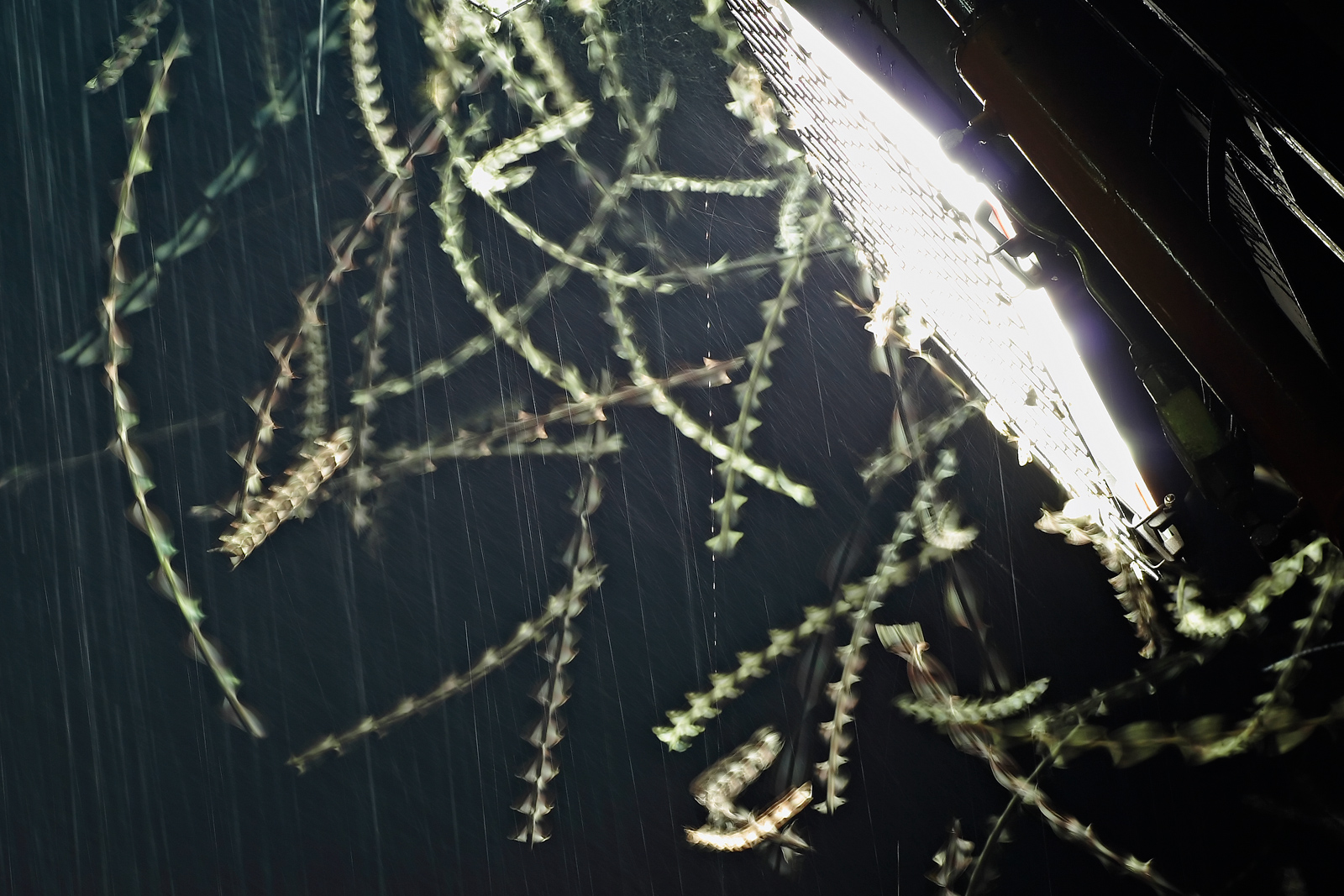
Fotografía de larga exposición produciendo un efecto aumentado de rod.

- Datos: Q852589
- Multimedia: Motion blur / Q852589